# Gilling
Gilling er i nordisk mytologi en jætte, som er fader til jætten Suttung. Gilling og hans kone blev slået ihjel af dværgene Fjalar og Galar.
| Nordisk mytologi | Spire Denne artikel om nordisk religion og mytologi er en spire som bør udbygges. Du er velkommen til at hjælpe Wikipedia ved at udvide den. |